# Calliaspis brevicornis
Calliaspis brevicornis es un coleóptero de la familia Chrysomelidae.
Fue descrita científicamente por primera vez en 1905 por Spaeth.